# Anjos do Sol
Anjos do Sol (en català literalment “àngels de sol”) és una pel·lícula brasilera de 2006 dirigida per Rudi Lagemann. Tracta el tema de l'explotació de la prostitució de menors, practica il·legal perseguida a Brasil, on, segons es diu en la mateixa pel·lícula, serien cent mil les nenes i adolescents encara sexualment explotades. La pel·lícula s'inspira en fets reals recollits pel periodista Gilberto Dimenstein i publicats en el llibre Meninas da Noite. De fet el director havia pensat a elaborar un documental per revelar la duresa i actualitat del tema però va acabar realitzant una pel·lícula de ficció per resoldre el problema de mostrar cares de menors, al mateix temps que li permetia presentar el tema des de l'experiència directa dels personatges de la ficció. La pel·lícula ha estat censurada en tot Europa per causa de la seva cruesa. Anjos do Sol és el primer llargmetratge dirigit per Rudi Lagemann. El guió va ser lliurement inspirat en diversos articles publicats en la imprensa brasileira. Aquesta és la segona pel·lícula en què Otávio Augusto i Vera Holtz actuan junts. L'anterior va ser Bendito Fruto. Aquesta és la segona pel·lícula en què Otávio Augusto i Chico Diaz actuan junts. L'anterior va ser Doces Poderes (1997);

## Argument
Maria és una adolescent de 12 anys que viu en un poble perdut en el nord-est de Brasil, en una zona semidesèrtica i molt pobra. Durant l'estiu de 2002 és venuda pels pares a un comerciant de nenes. Amb el la nena comença el seu viatge cap a una destinació fatal: Maria arriba a una petita ciutat en què la reuneixen amb altres nenes i la carreguen en un camió, dins d'una gàbia, que les porta fins a l'Amazònia on la protagonista és venuda en subhasta a un home que la compra per celebrar l'aniversari del seu fill. Insatisfet de la jove, l'home la porta cap a un poble on la hi ven a Saraiva, l'amo de la “casa vermelha”, un prostíbul per al descans setmanal dels maderistas, on les noies han d'atendre sexualment a centenars d'homes. Desesperada de tants abusos, en els primers dies María intenta fugir amb una companya però les aconsegueixen i les retornen a la vida d'abusos, càstigs i injustícies, no sense abans donar-los un càstig exemplar: mentre a María li perdonen la vida, a la seva amiga, per la seva actitud més desafiadora, la maten arrossegant-la amb una camioneta per la carretera de terra. Aconseguirà Maria algun dia canviar la seva destinació?

## Pre-producció
El director, Lagemann, va escriure també el guió de Anjos do Sol a partir d'articles de notícies reals apareguts en diversos periòdics brasilers, textos d'ONGs i altres entitats que treballen amb aquest tema, entrevistes amb terapeutes i metges que també treballen en aquest àmbit i utilitzant informacions de documentals sobre aquest tema.
La idea va partir d'un article que explicava la vida d'una noia a la qual cridaven “50 centavos” (50 cèntims) que era el preu que la nena cobrava per un servei sexual en una petita ciutat del Pernambuco. Els diàlegs van ser escrits a partir de diversos documents que relaten les històries de les nenes, així que el director va poder captar la seva manera de parlar, l'argot utilitzat i la manera en què amagaven les veritats i les mentides que explicaven.
El repartiment està compost per alguns actors coneguts, però també altres desconeguts. Lagemann declara haver escrit el paper de Tadeu i de Saraiva per als actors que efectivament els han interpretat: Chico Diaz i Antonio Calloni. Quant a Darlene Gloria (en el paper de Vera) va ser sorprenent el seu retorn al cinema després d'anys d'absència després de la seva conversió a la religió evangèlica. Bianca Comparato (Inês), segons declara Lagemann va ser escollida no tant per a la seva fama, com pel seu talent, car fins i tot van haver d'empitjorar el seu aspecte físic perquè era molt sensual, segons el director. Fernanda Carvalho (Maria), que és la protagonista i gran revelació de la pel·lícula, va ser escollida entre 700 nenes que van enviar la seva candidatura. Havia començat la seva carrera en el teatre, característica que Lagemann buscava per evitar escollir una protagonista ja coneguda.
Els assajos amb els actors van constituir bona part del treball, les actrius van treballar molt amb el director, veient documentals sobre la prostitució en l'Índia i fins i tot pel·lícules de ficció que no tenien res a veure amb el tema com en el cas de Whale Rider, protagonitzada també per una nena de 12 anys (Keisha Castle-Huges).
El problema de treballar una qüestió tan dura com el comerç sexual amb un repartiment compost en part per menors d'edat va obligar Lagemann a prevenir possibles traumes psicològics per a les actrius. Para això va contractar dues preparadores d'elenc, Paloma Riani i Helena Varvaki, en suport a les noies. El treball que van fer va ser també corporal, perquè les actrius poguessin entrar realment en el personatge. A més els pares sempre van seguir a les actrius en el procés de preparació de la pel·lícula: les van acompanyar als assajos i al rodatge i van llegir el guió abans que les noies. A més Lagemann va enviar el guió i informacions sobre el projecte al “Juizado de Menors do Rio” que va autoritzar el projecte, considerant-ho un treball seriós i no sensacionalista.
Durant la preparació de la pel·lícula Lagemann va deixar una entrevista per a un periòdic carioca amb el títol "Um cineasta à procura de Maria" en què va donar un número de caixa postal. Va arribar material de 700 noies; entre elles hi havia Fernanda Carvalho;
Lagemann va demanar el massiu Contributo dels actors: en l'escena de l'arrossegament el guió no indicava si Inês havia de desmuntar o mantenir el seu orgull. Enfront dels assajos va ser Bianca Comparato que es va emocionar i Lagemann va escollir per la solució que apareix en el film.

## Producció
El guió de Anjos do Sol va ser el resultat d'una cerca de nou anys i va rebre un estímul important quan va ser analitzat per un laboratori de l'Institut Sundance a Rio de Janeiro. No obstant això l'expectativa que “Grife Sundance” financés el projecte no es va complir i el projecte quedo parat un any i solament va tornar a ser tocat quan Anjos do Sol va guanyar un concurs del Ministeri de la Cultura per a produccions de baix cost en què va obtenir 800 mil reais. El finançament va obtenir al final prop d'1,5 milions de reais.[7] Els altres finançadors van ser la productora CaradeCao (400 mil reais), la co-productora Globo Filmis (100.000 reais) i la venda dels drets del DVD (200 mil reais).
El baix pressupost va obligar a fer que els cachés de l'equip anessin dignes, però gairebé simbòlics. A més la càmera i les llums van ser prestades respectivament per la VideoFilmes i Apema (aquesta última estro com a productora associada de la pel·lícula). Els diners es va gastar en allò que era imprescindible comprar: negatiu, gasolina i menjar.
El rodatge va durar sis setmanes: una en Bahia i cinc a Rio de Janeiro. Solament les escenes inicials, a la platja i les del camí entre els cactus van ser gravades en localitzacions en exteriors, la resta va ser gravada en un local reconstruït. El baix pressupost va obligar a trobar solucions econòmiques: per això l'escenògraf (Levi Diumenges) va aconseguir tres furgons de fusta que van ser col·locats dins d'un manicomio a Rio de Janeiro; les tres setmanes de rodatge en Rio van ser compartides amb els malalts de l'hospital psiquiàtric, compromís necessari per resoldre el problema de l'escassetat de fons. A més, tractant-se d'un lloc real van tenir problemes de sorolls o de passatges de gent i busos al carrer que apareix en la pel·lícula amb què Lagemann va haver de planejar on col·locar la càmera i treballar molt amb l'equip per trobar solucions.

## El missatge simbòlic i la denúncia
El propòsit fonamental de la pel·lícula era de crear un debat, provocar alguna cosa, donar un nom a una realitat encara amagada i desconeguda. És per això que Lagemann va escollir realitzar una pel·lícula de ficció i no un documental amb les cares de les víctimes cobertes o desenfocades: perquè sosté que, si no es veuen les cares, es manté una distància davant el problema. L'objectiu va ser posar-li una cara a la qüestió perquè resultés més evident.
Lagemann també declara que la pel·lícula pot llegir-se com una metàfora de l'evolució històrica de Brasil perquè Bahia, que apareix en la primera part representaria el lloc d'arribada de Cabral després la pel·lícula es mou cap a l'interior del país, la Amazònia, com els pioners que van arribar al boscatge, i al final apareix Rio de Janeiro com a emblema de les migracions cap a les grans ciutats.
El tema social al cinema brasiler no és una novetat, entre les altres, està present en pel·lícules excel·lents com Cidade de Deus i Rio, 40 Graus. Lagemann posa de manifest el fet que a Brasil solament es pot fer un cinema per al combat de la violència però hi ha coses que el públic no vol veure, perquè són massa sòrdides (com una nena de 4 o 5 anys prostituint-se) i per això el treball de l'equip és vèncer el natural rebuig de l'espectador cap a un tema tan dur, creant una atmosfera estètica delicada.
La pel·lícula va tenir un gran èxit a Brasil: Lagemann declara haver passat una època després del rodatge treballant amb organitzacions i ens públics que s'estan mobilitzant per fer progressos en la legislació contra el tràfic d'éssers humans i la prostitució infantil.
A Europa, la pel·lícula va ser censurada i no va ser distribuïda a les sales. El director va rebre algunes propostes de comercialització internacional de la pel·lícula però encara no han estat concretades. Està disponible el DVD de la pel·lícula en llengua original i amb subtítols en portuguès i anglès.

## Aspectes tècnics
La pel·lícula es va gravar amb una càmera 35 mm el que contribueix a donar-li un aire més autèntic i veritable. Es va filmar en video HD 1080p widescreen per a projecció cinematogràfica però també una versió 4:3 per a la transmissió televisiva.
A pesar que el tema tractat sigui dur i mostri una realitat cruel, Lagemann va escollir tractar la imatge d'una forma delicada i estèticament agradable. Contribueix a això el tractament fotogràfic. El propòsit de Lagemann era fer una mica més digerible una realitat tan sòrdida i cruel. També declara que el seu propòsit va ser donar credibilitat amb una aparença de documental. Sempre amb la intenció de captivar a un públic que no està preparat per enfrontar-se amb la cruesa de la realitat i que, com declara el mateix Lagemann, necessita veure la realitat edulcorada.
Alguns recursos tècnics es repeteixen al llarg de tota la pel·lícula com per exemple la càmera que trencada entorn dels primers plànols de la nenes, present a partir del moment de l'abandó dels pares per part de Maria, que prepara també el clímax d'intensitat de l'escena del càstig d'Inês i que es reprèn al final de la pel·lícula.
Lagemann afirma soler gravar molt ràpid, amb poques preses, sobretot treballant amb nenes. A això contribueix segurament la seva llarga preparació abans de trobar-se enfront del seu primer llargmetratge: durant anys havia treballat d'assistent d'adreça en 20 pel·lícules i ja havia dirigit més de 300 espots publicitaris.

## Música
La música de la pel·lícula ha estat composta per Felipe Radicetti, Flu i Nervoso sota les indicacions del mateix director, Rudi Lagemann. A més de músiques compostes especialment per a la pel·lícula apareixen peces de Bach, Eliezer Setton i Francisco João.

## Premis
- Festival Internacional De Cinema De Miami (2006)
  - Millor Film Iberoamericà – va guanyar el premi de Júri Popular
- Festival De Gramado (2006)
  - Millor Pel·lícula
  - Millor Actriu Coadjuvant (Mary Sheila)
  - Millor Guió
  - Millor Actor Coadjuvant (Octávio Augusto)
  - Millor Editing
  - Millor Actor (Antonio Calloni)
- Premi Acie De Cinema
  - Millor Actor (Antonio Calloni)
- Premi Contigo!
  - Millor Actor Coadjuvant (Antonio Calloni)[1]